# Roccapiemonte
Roccapiemonte là một đô thị (comune) thuộc tỉnh Salerno trong vùng Campania của Ý. Roccapiemonte có diện tích 5,22 km2, dân số là 9263 người (thời điểm ngày 31 tháng 12 năm 2004).